# .xk
.xk is een tijdelijk, niet-officieel achtervoegsel van een domeinnaam voor Kosovo, toegewezen krachtens Resolutie 1244/99 van de VN-Veiligheidsraad.